# Microphasma agassizi
Microphasma agassizi is een vlokreeftensoort uit de familie van de Microphasmidae. De wetenschappelijke naam van de soort is voor het eerst geldig gepubliceerd in 1909 door Woltereck.